# Islam Ramadan
Islam Mohamed Ramadan Rashd (Alexandria, 1 de novembro de 1990) é um futebolista profissional egípcio que atua como defensor.

## Carreira
Islam Ramadan integrou do elenco da Seleção Egípcia de Futebol da Olimpíadas de 2012.